# St. Andreas (Klein-Winternheim)

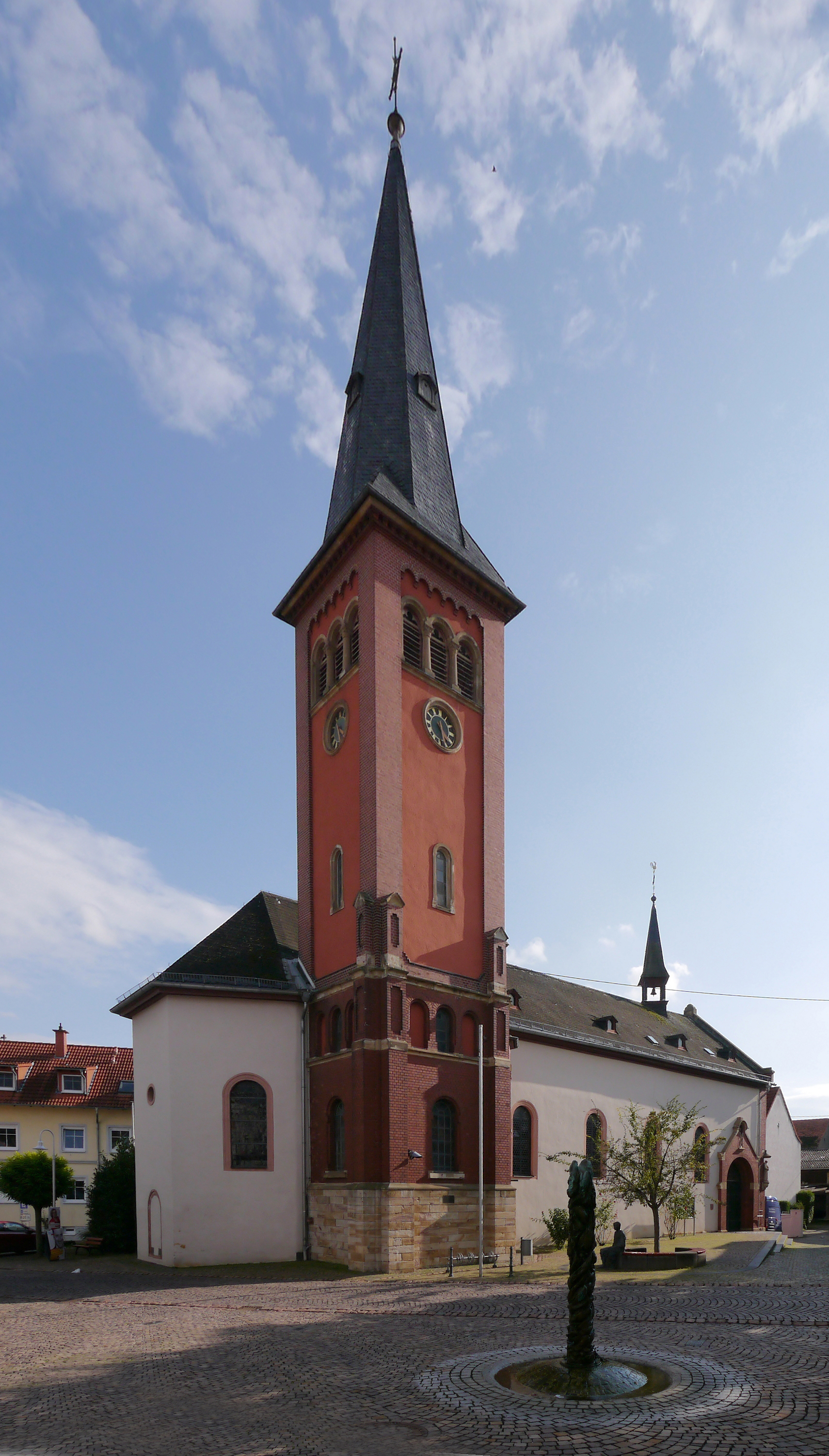
St. Andreas, Klein-Winternheim

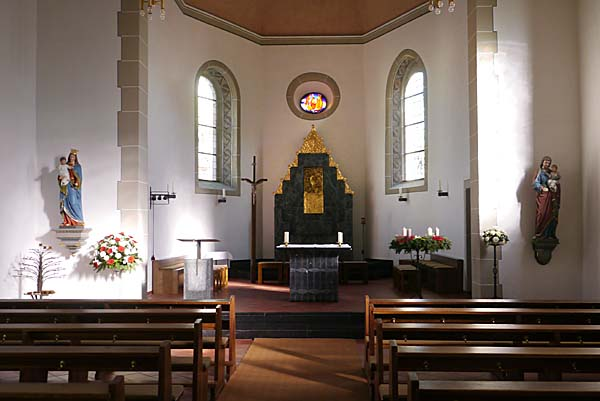
St. Andreas – nach der Innenraum-Renovierung im Jahr 2016

St. Andreas ist die katholische Pfarrkirche in Klein-Winternheim im Landkreis Mainz-Bingen und gehört zum Dekanat Mainz-Süd innerhalb des Bistums Mainz. Der heutige Bau stammt aus dem 19. Jahrhundert.

## Geschichte
Als ältestes Zeugnis eines Kirchenbaus in Klein-Winternheim gilt der als „Sakristei“ bezeichnete Chorraum einer kleinen Kirche, dem Hl. Andreas geweiht, aus dem 10./11. Jahrhundert, mit einem bescheidenen, romanischen Kreuzgratgewölbe. Ein kleines Nonnenkloster, später eine Klause, soll sich von Ende des 11. Jahrhunderts bis Anfang des 16. Jahrhunderts im Bereich der Kirche und des Pfarrhofs befunden haben. Über einen Kirchenbau bzw. Schenkungen zu Gunsten der Kirche finden sich keine Urkunden. Ein Wappenstein (Konsol- oder Schlussstein eines gotischen Gewölbes) des Jakob von Liebenstein (1462–1508), Erzbischof von Mainz (1504–1508), könnte aus der alten Kirche stammen.
Im Protokoll der am 2. Januar 1549 erfolgten Visitation der Kirche von „Winternheym minori“ durch den Dekan des Mainzer Liebfrauenstifts, Antonis Wedemeiger und den Offizial, Johannes Munck sind festgehalten:

„Das Allerheiligste befindet sich mit einigen kleinen Partikeln in einem versilberten Ziborium aus Kupfer, Krankenöl und Chrisam sind in einer Kupferbüchse. Der Hochaltar hat ein vergoldetes Bild und einige Statuen. Der Taufstein ist sauber. 2 Silberkelche vergoldet mit Patenen und 3 Korporalen, vier seidene Messgewänder mit allen Teilen (Stola, Manipel, Bursa), 2 Missalen, 1 Agende (Rituale), 1 Monstranz aus Kupfer vergoldet und 2 Zinsbecher sind vorhanden“

Das Kirchengebäude wird nicht erwähnt.

### Kirchenbau 1701
Der im Jahr 1701 aus Bruttig an der Mosel gekommene Pfarrer Peter Schmitz begann 1711 mit einem neuen Kirchenbau. Er starb 1749 im Ort. Im Visitationsbericht 1783 des Weihbischofs Johann Valentin Heimes heißt es:

„…dass die Gemeinde im Jahre 1711 die Kirche von Grund auf und auf eigene Kosten erneuert hat. Weder die Altäre noch die Kirche wurden bisher konsekriert. Sie besitzt einen Haupt- und zwei Nebenaltäre. Der Hauptaltar ist dem Kirchenpatron Andreas geweiht, hat einen Tabernakel (sicherlich ein barocker Drehtabernakel) für Monstranz, Ciborium und dreifache silberne Pyxis für die Hl. Öle. Alles ist in gutem Zustand. Der rechte Seitenaltar ist der Muttergottes, der linke dem Hl. Stephanus geweiht. Beim Muttergottesaltar steht der Taufstein.“

Die Kirche wurde am 23. Mai 1811 bei einem Unwetter durch Blitzeinschlag getroffen und brannte bis auf die Grundmauern nieder.

### Kirchenbau 1819/1895

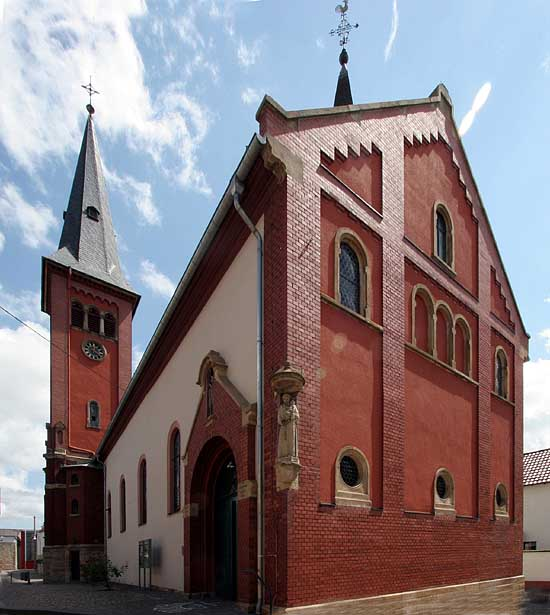
St. Andreas – Süd-West-Ansicht

Unter Leitung des Großherzoglich-Hessischen Landbaumeisters Schneider entstand 1819 die neue St. Andreaskirche. Der Turm wurde wegen Baufälligkeit bis auf das Fundament abgetragen. Zum Patrozinium am 30. November konnte die Kirche geweiht werden. Anstelle eines Turmes erhielt die Kirche einen Dachreiter über dem Chor. Mittels Spenden Klein-Winternheimer Bürger wurde die Kirche in den Folgejahren ausgestattet.
1895 beschloss der Kirchenvorstand einen Kirchturm zu errichten und die Kirche zu erweitern. Die Baulast des Turmes trug die politische Gemeinde. Das Kirchenschiff wurde verlängert, der Chorbogen erhöht und das Dach angehoben. Die Arbeiten begannen im März und bereits am 26. Juli konnte das Turmkreuz montiert werden. 1896 begann die Innenrenovierung (Ausmalung), ein neuer Hochaltar wurde aufgestellt und am 1. Juli 1901 war die Weihe.
1953 wurde der Chor neu gestaltet, der Bildhauer Adam Winter aus Mainz-Kastel schuf eine lebensgroße Kreuzigungsgruppe die im Dezember 1954 an der Chorwand über dem Altar angebracht wurde. Mit Hilfe von Spenden wurden 1964 die Fenster neu verglast.
Nach den Maßgaben des II. Vatikanischen Konzils wurde die Kirche 1976/77 umgestaltet. Der Hochaltar wurde abgebaut, Kanzel, Kommunionbank und Seitenaltäre wurden entfernt. Der Altartisch rückte in die Mitte des Chores. Der Tabernakel wurde in die Chorwand eingelassen; vor einem goldenen Zelt, einem Steinrelief „Seht das Zelt Gottes unter den Menschen“ (Offb 21,3 ). Das 1895 im Chor entdeckte, aber wieder zugemauerte Rundfenster wurde freigelegt. Die Klein-Winternheimer Künstlerin Maya B. Albrecht schuf hierfür 1997 ein „Heilig-Geist-Fenster“. Dieses Motiv war das Themenbild der Renovabis-Pfingstaktion 2012. Den Kirchenraum zieren Heiligenfiguren aus dem 18. und 19. Jahrhundert.

## Glocken

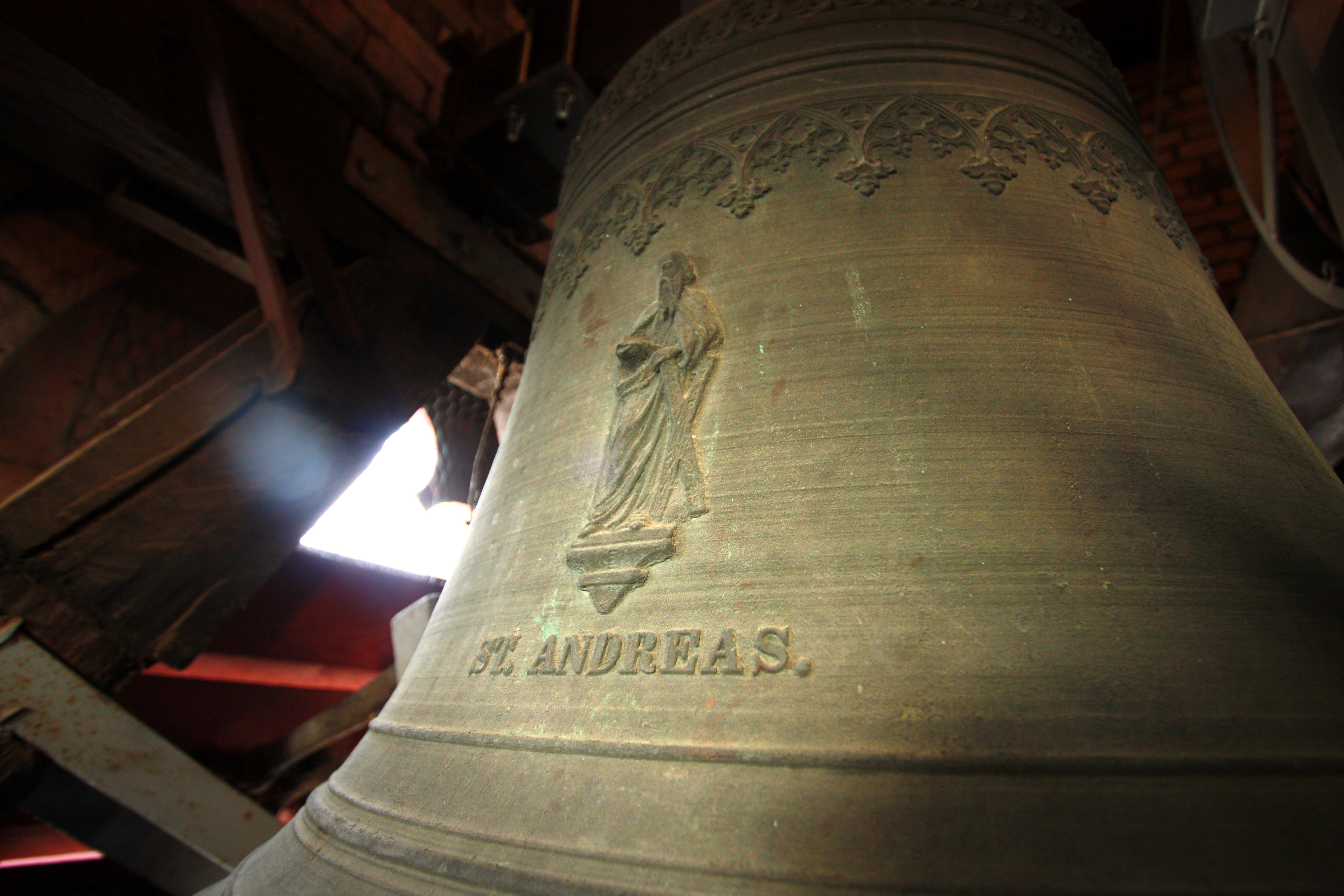
Die St.-Andreas-Glocke

Im Turm rufen drei Glocken die Gläubigen zum Gebet. Das Geläute wurde 1908 bei Andreas Hamm in Frankenthal gegossen.
- Glocke 1: „Dem Herzen Jesu, sooft ich rufe eilet herbei, zu unseres Gottes Lob und Ehr“, (f), 850 kg
- Glocke 2: „Marienbildnis trage ich, Marienglocke heiße ich, zu Christo Jesu flehe ich, daß sein Lieb behüte dich“, (g), 500 kg.
- Glocke 3: „Hl. Andreasglocke heiße ich, der Gemeinde hier gehöre ich“, (h), 35 kg.[5]

Im Ersten und im Zweiten Weltkrieg wurden zwei Glocken eingeschmolzen. 1920 und 1949 wurden neue gegossen. Die heutige Inschrift lautet:
- Glocke 1: „Im Jahre 1942 mußte meine Schwester die Herz-Jesuglocke sterben, im Jahr 1949 durfte ich ihre Stelle erben. – Dem Herz-Jesu hat Klein-Winternheim auch mich geweiht, und meiner Stimme süßer Klang, soll mahnen an die Ewigkeit.“
- Glocke 2: „Auch meine Schwester stieg im gleichen Jahr vom Turm herab, Klein-Winternheim in seiner Opferfreudigkeit, durch Meister Hamm mir Leben gab. – Als Muttergottesglocke künde ich dreimal des Engels Gruß, und ruf euch meine Kinder zu fromm Gebet und erneuter Buß.“

## Orgel

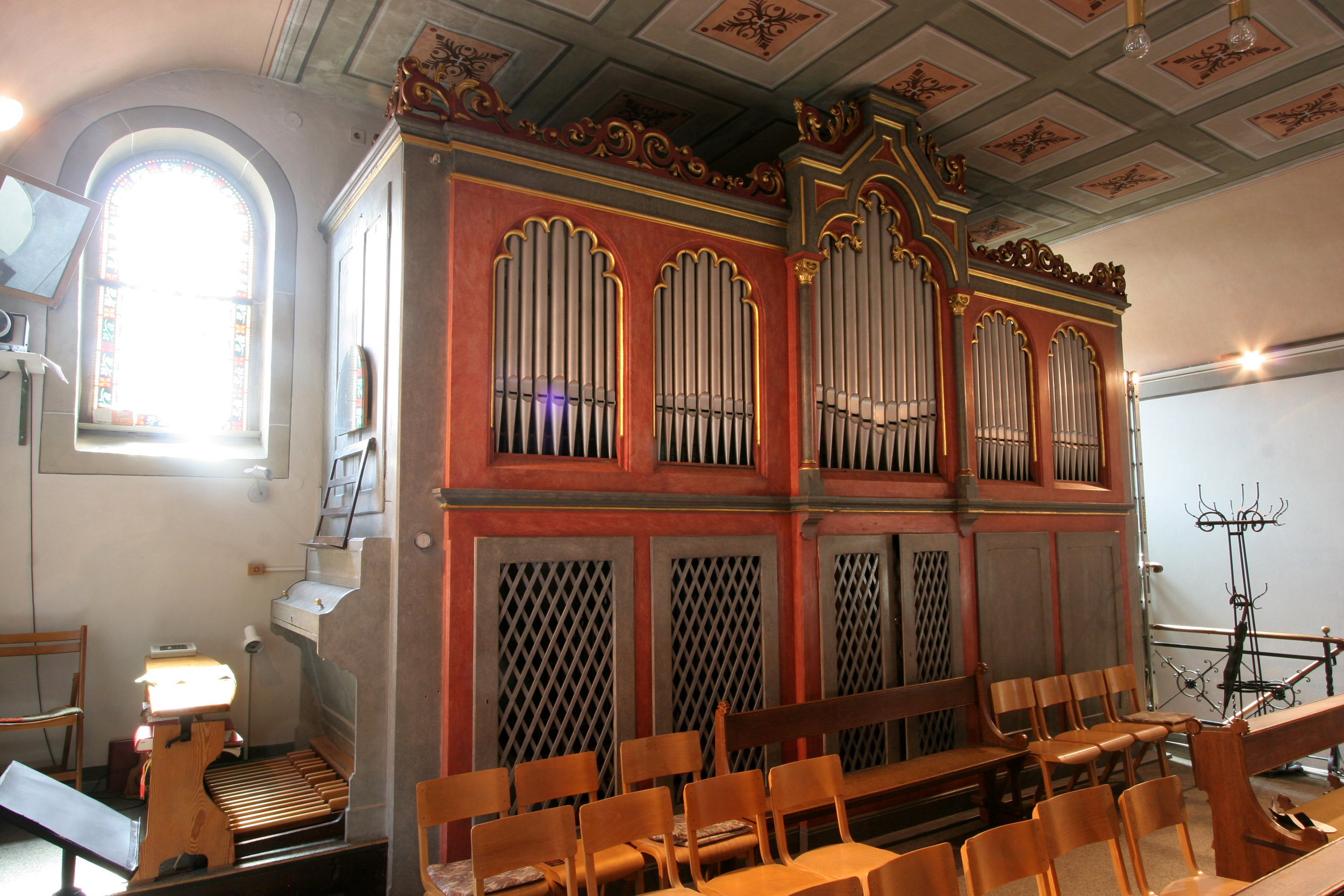
Orgel erbaut von Martin Joseph Schlimbach

Orgelbauer Martin Joseph Schlimbach, der 1873 von seinem Vater Balthasar Schlimbach die Werkstatt in Würzburg übernahm, konzipierte, zusammen mit dem Mainzer Diözesan-Orgelsachverständigen Georg Victor Weber, 1901 die Klein-Winternheimer Orgel. In einem Prospekt der Neuromanik befindet sich ein Werk mit 15 Registern auf 2 Manualen, mit eingebauter mechanischer Kegellade. Im Laufe der Jahre wurde das Instrument mehrfach überholt, u. a. 1967 von den Gebr. Späth Orgelbau. In den Sechziger Jahren wurde das Klangbild der Orgel, die ansonsten im Original weitgehend erhalten ist, verändert. Nach dem damaligen Zeitgeschmack erhielt sie „zwei Register mit hellem neobarocken Klang“. Im Zuge einer umfassenden Orgelreinigung 2023, wird die Orgel in den Originalzustand von 1901 zurück versetzt, indem sie wieder mit „zwei Registern im grundtönigen, romantischen Klangbild“ ausgestattet wird.